# كروه الأمير (المخادر)

تعديل مصدري - تعديل

كروه الأمير هي إحدى قرى عزلة الصفي بمديرية المخادر التابعة لمحافظة إب، بلغ تعداد سكانها 285 نسمة حسب تعداد اليمن لعام 2004.